# 潘科 (潘科区)

潘科旗帜

潘科（德語：Pankow，德語：[ˈpaŋkoː] ⓘ）是德國柏林潘科区的一个下属区。“潘科”這一地名來自於潘克河
。1920年大柏林法案成立之後，潘科被納入柏林。在1949年至1960年，這裡曾是東德國務委員會的官邸所在地，並聚集了眾多使館。